# جغد کوتوله جنگل ابری
جغد کوتوله جنگل ابری (نام علمی: Glaucidium nubicola) یک گونه جغد کوتاه، عضلانی و کوچک است که در سرتاسر آند در غرب کلمبیا و شمال غربی اکوادور یافت می‌شود و در جنگل‌های ابری بین ۹۰۰ تا ۲۰۰۰ متر از سطح دریا محدود می‌شود. در زیر این محدوده ارتفاعی، جغد کوتوله آمریکای مرکزی (Glaucidium griseiceps) یافت می‌شود و در بالای آن جغد کوتوله آند (Glaucidium jardinii) قرار دارد.
نام لاتین آن nubicola به معنای «ابرنشین» است، زیرا این گونه به جنگل‌های ابری بسیار مرطوب محدود می‌شود.

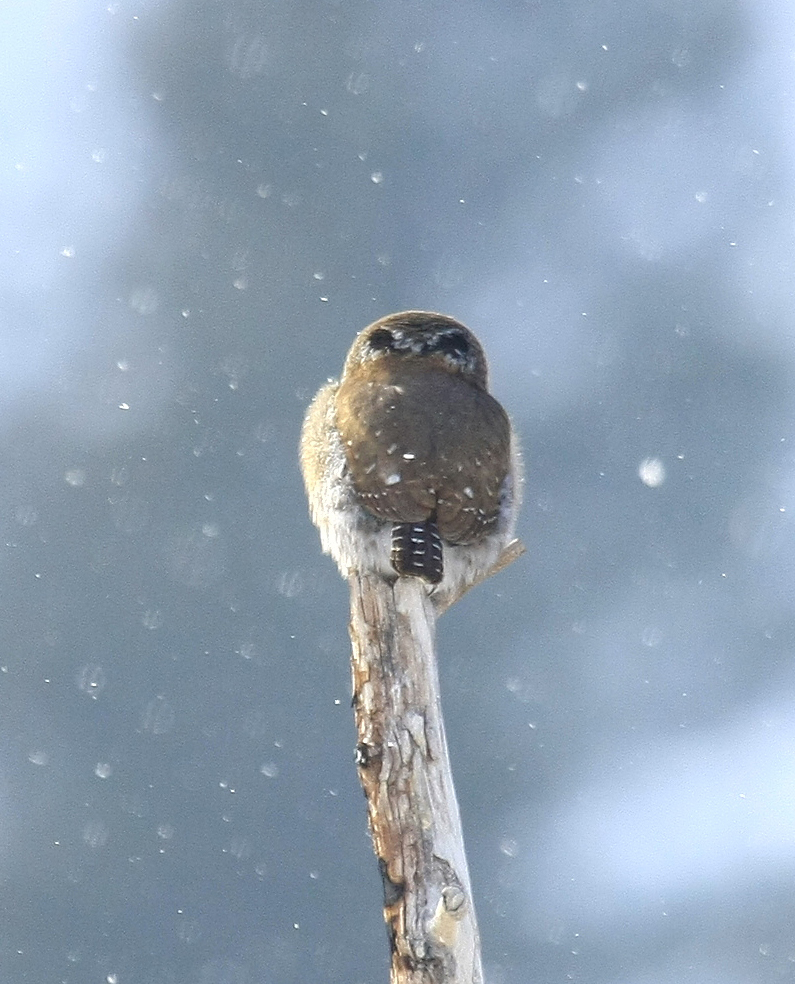
جغد کوتوله شمالی که «لکه‌های چشم کاذب» را در پشت سر نشان می‌دهد